# Världens mest trafikerade hamn
Världens mest trafikerade hamn är en titel som både Rotterdam och Singapore tidigare påstod sig vara i besittning av. 
Rotterdam var den största när det gäller lastvolym medan Singapore var störst när det gäller lastvikten. Sedan 2005 har Shanghai varit den mest trafikerade hamnen både i volymen och vikt.